# Dutch International Indoors Amsterdam
Dutch International Indoors Amsterdam - kobiecy turniej tenisowy zaliczany do cyklu WTA. Rozegrany w listopadzie 1980 roku na kortach o nawierzchni dywanowej w hali w holenderskim Amsterdamie. Pula nagród wyniosła 75 000 dolarów. W turnieju zwyciężyła Hana Mandlíková, pokonując w finale Virginię Ruzici.

## Mecze finałowe

### gra pojedyncza
| Rok  | Mistrzyni       | Finalistka      | Wynik         |
| 1980 | Hana Mandlíková | Virginia Ruzici | 5:7, 6:2, 7:5 |

### gra podwójna
| Rok  | Mistrzynie                  | Finalistki                           | Wynik    |
| 1980 | Hana Mandlíková Betty Stöve | Mima Jaušovec Joanne Russell-Longdon | 7:6, 7:6 |